# Jean-Jacques Desvaux de Saint-Maurice
 (décembre 2023).
Si vous disposez d'ouvrages ou d'articles de référence ou si vous connaissez des sites web de qualité traitant du thème abordé ici, merci de compléter l'article en donnant les références utiles à sa vérifiabilité et en les liant à la section « Notes et références ».
Jean-Jacques Desvaux de Saint-Maurice, né le 26 juin 1775 à Paris et mort le 18 juin 1815 à Waterloo, est un général de division du Premier Empire.

## Famille
Fils de Jacques Philippe Desvaux, Écuyer, seigneur de Saint Maurice et autres lieux, receveur général des finances, conseiller et secrétaire du roi, et d'Angélique Melin.

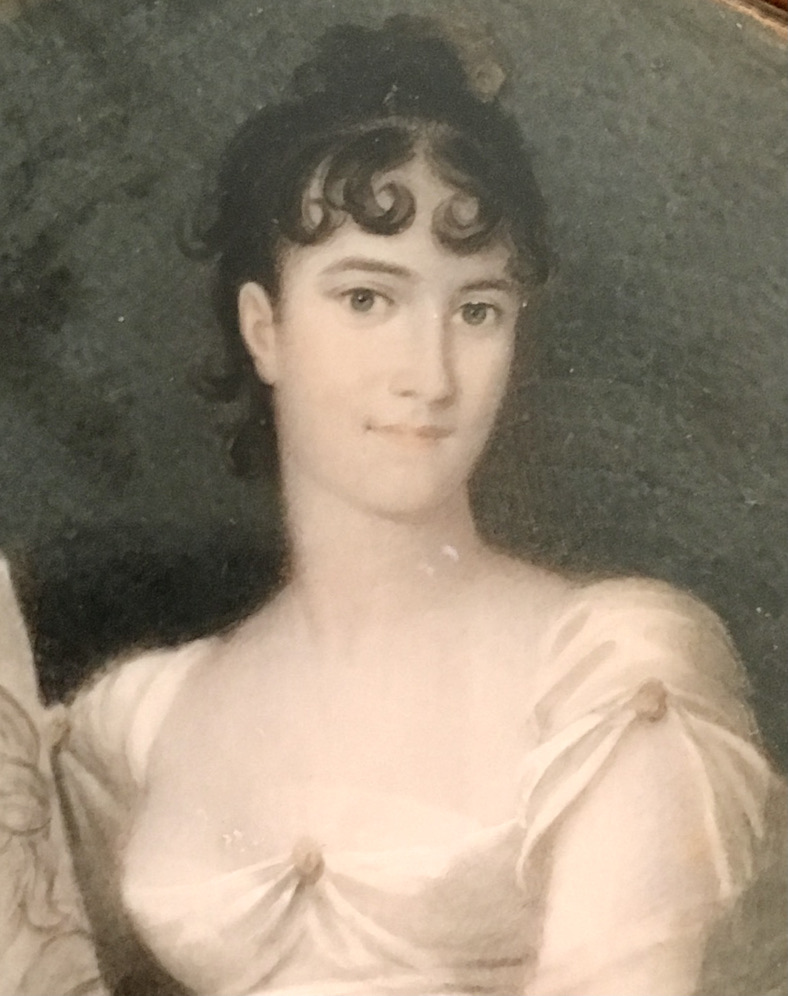
Céleste Charlotte Souverbie, épouse du général Desvaux-de-Saint-Maurice

Il passe une bonne partie de sa jeunesse dans le Perche, à Saint-Maurice-de-Gasloup, dans un château que vient d'acheter son père à Charles de Roussin, dans le but d'en faire une ferme. Faute de moyens financiers, son père vendit ce château, désormais dénommé château des Vaux, juste avant la Révolution à un certain Louis Dussieux. 
Marié à Céleste-Charlotte Souverbie (famille de propriétaires à Saint-Domingue), dont un fils et une fille : 
- Charles-Antoine-Jacques baron Desvaux de Saint-Maurice, chef d'escadron, chevalier de la Légion d'honneur ; né à Paris le 18 juillet 1812, décédé en 1865 sans postérité.
- Angélique-Célestine-Augusta Desvaux de Saint-Maurice : 
  - mariée en premières noces à Gustave-Louis de Schreiber, chambellan et conseiller du grand-duc Adolphe de Nassau dont :
    - Louise Antoinette de Schreiber née en 1841, décédée le 12 mars 1853 à Paris ;
    - Marie-Carlotta de Schreiber née le 18 mars 1843 au château de Biebrich (Allemagne), mariée à Paris, le 12 janvier 1863, au sous-préfet Pierre-Ernest Claudon dont le général Henri Claudon ;
    - Charles-Léon de Schreiber - Desvaux de Saint-Maurice, né à Paris 1er le 11 février 1845, chef de bataillon, officier de la légion d'honneur, fut autorisé à ajouter à son nom celui de son grand-père maternel et confirmé ensuite dans la transmission de son titre de baron héréditaire. Il épouse Marie Bellot en 1879 à Alger et meurt le 14 juillet 1917 à Vence (Alpes-Maritimes) sans postérité.
    - Charles Henri de Schreiber, est né à Dizy (Marne) le 27 juin 1838, rentier, qui épouse à Aÿ (Marne), le 27 janvier 1866, Henriette-Jeanne Bollinger de la famille des champagnes Bollinger). Il meurt au Cannet (Alpes-Maritimes) le 2 février 1907, sans postérité.

  - mariée en secondes noces le 2 octobre 1865 à Eugène Casimir Lebreton, général de division, député du corps législatif.

À sa mort, son épouse Céleste-Charlotte se remarie avec le capitaine de cavalerie Charles Juvenal Osmont de Villarceaux.

## Renseignements militaires

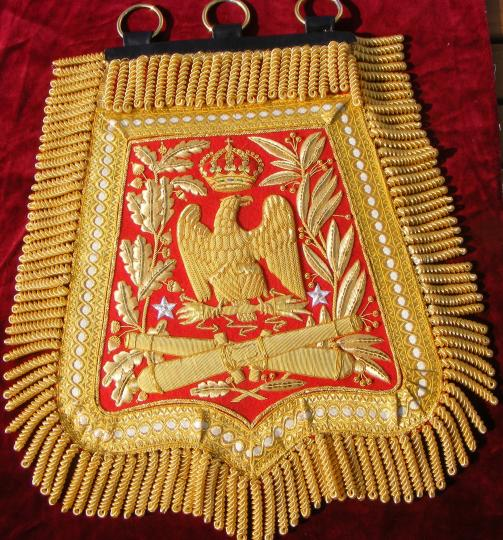
Sabretache du général Desvaux de Saint-Maurice.

Élève au Collège de Juilly de 1786 à 1790, il rentre comme élève sous-lieutenant à l'école d'artillerie de Châlons le 1er mars 1792. Le 1er septembre 1792, il est lieutenant d'artillerie, employé au 4e d'artillerie à pied. Il passe rapidement lieutenant en premier le 1er décembre, puis adjudant-major le 31 juillet 1793.
En 1792-1793, il est affecté à l'armée des Alpes sous Kellermann et se distingue aux combats d'Aiguebelle et de Saint-Maurice, puis au siège de Lyon. Le 22 septembre 1793, il est nommé capitaine et prend part à la 1re bataille du Boulou (14-15 octobre 1793).

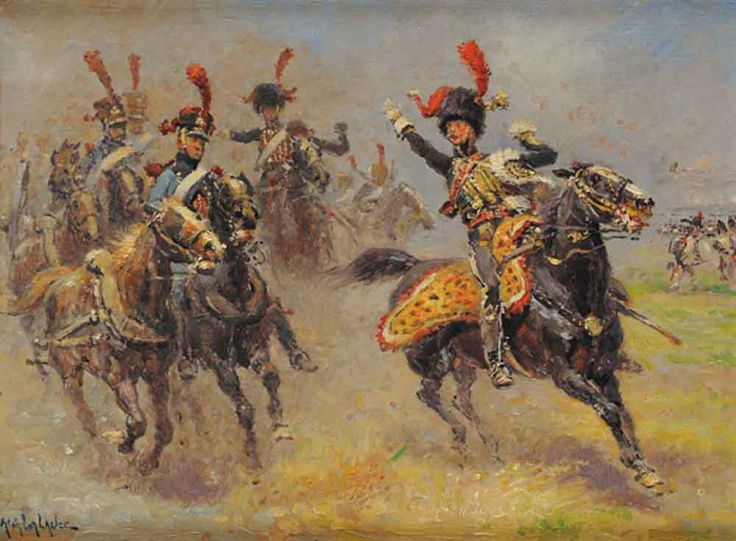
L'artillerie à cheval de la Garde impériale prenant position, par Alphonse Lalauze.

Il est ensuite employé à l'armée des Pyrénées-Orientales (ans II et III), puis à l'armée d'Angleterre. En 1798, il est à l'armée d'Italie et le 23 avril 1799, il est nommé chef d'escadron au 2e d'artillerie à cheval. Il passe ensuite à l'armée de réserve le 28 novembre 1800 il est affecté au 8e d'artillerie à cheval puis au 5e d'artillerie le 21 janvier 1802. Il passe major le 23 mai 1803, puis colonel du 6e d'artillerie à cheval le 29 octobre 1803.
Membre de la Légion d'honneur le 11 décembre 1803. Le 25 janvier 1804, il passe aide de camp du général de Marmont. Officier de la Légion d'honneur le 14 juin 1804, il est affecté au 1er régiment d'artillerie à pied le 2 mars 1805.
Ans XII et XIII, il est employé en Hollande, puis à la Grande Armée. Nommé directeur de l'artillerie en Dalmatie le 11 août 1806. En 1809, il combat à Raab et Wagram où il participe à la destruction des redoutes autrichiennes. Nommé général de brigade et colonel major du régiment d'artillerie à cheval de la Garde impériale le 9 juillet 1809, il est employé à l'état-major du duc de Raguse. Il est créé baron de l'Empire le 30 octobre 1810.

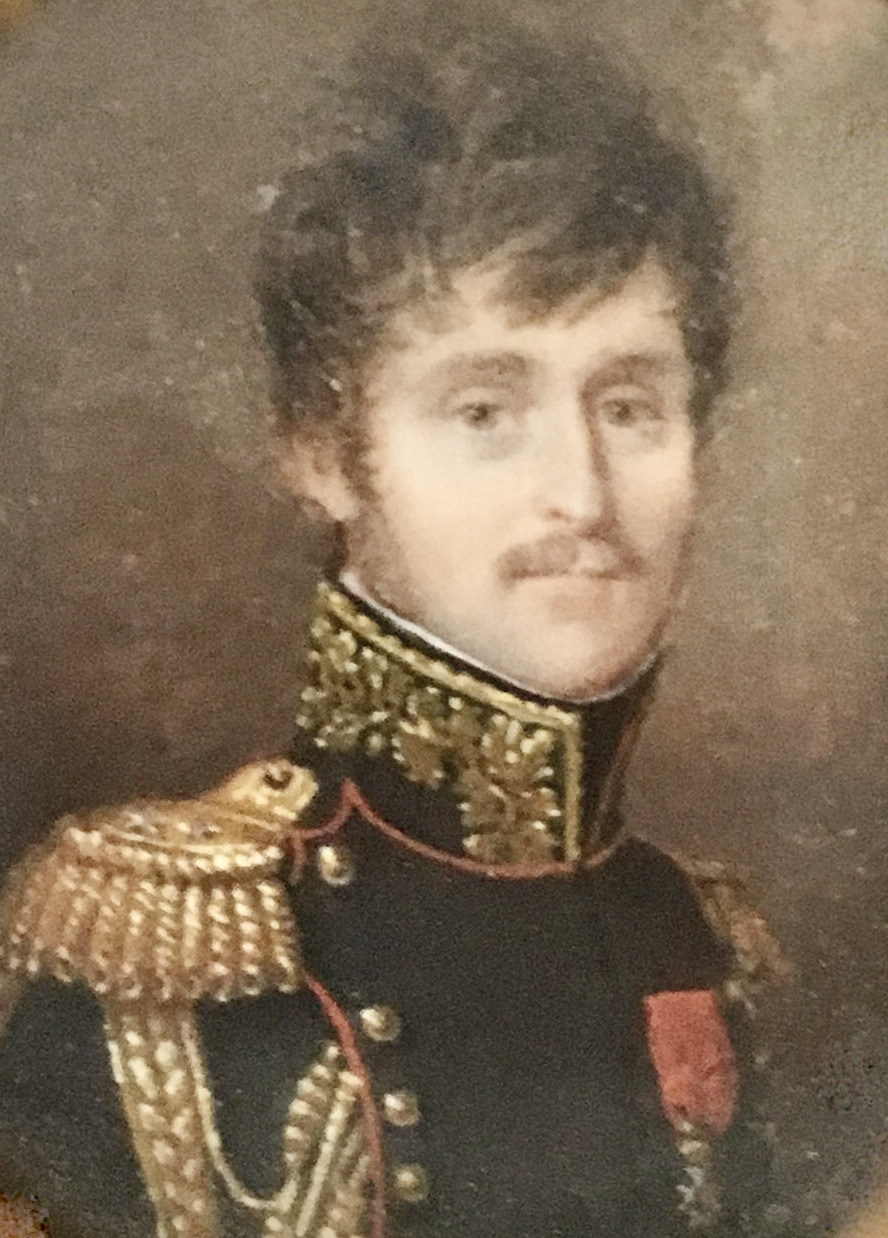
Le général Desvaux-de-Saint-Maurice (entre 1809 et 1812)

Il est fait commandeur de la Légion d'honneur le 16 mai 1812 et participe à la campagne de Russie. À la tête de toute l'artillerie, il détruit la redoute russe de la Moskova.
Il est promu général de division le 6 novembre 1813.
Mis en non-activité le 1er novembre 1814, il est fait chevalier de l'ordre de Saint-Louis en 1814.

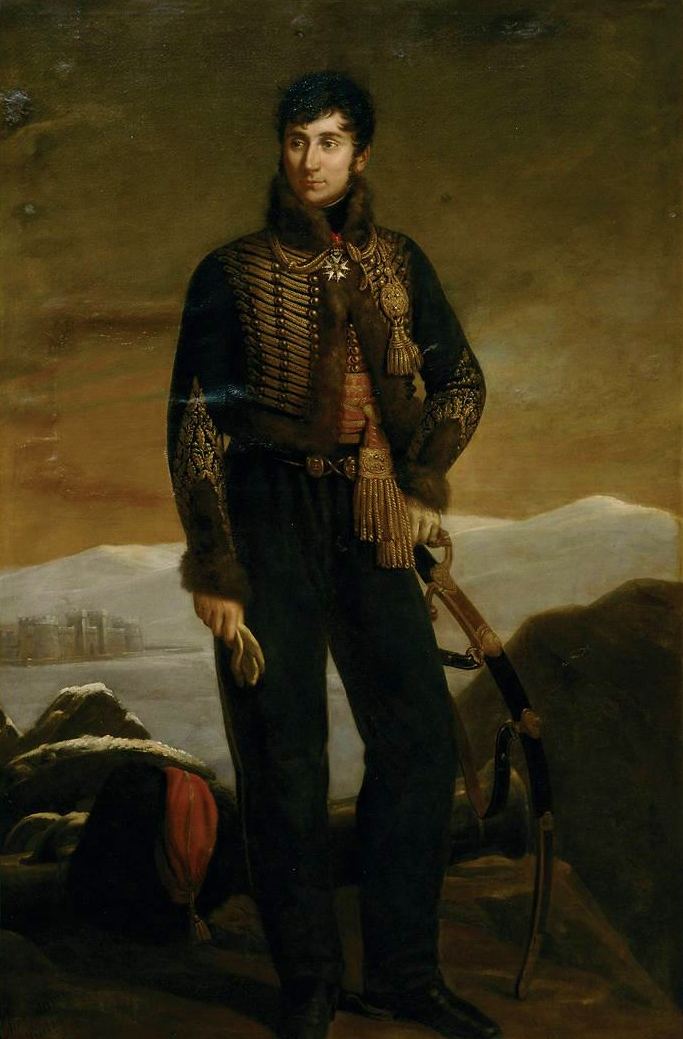
Le général Desvaux de Saint-Maurice en uniforme d'officier de l'artillerie à cheval de la Garde, tableau de Sophie Chéradame.

Lors des Cent-Jours, il se rallie à l'Empereur et il est nommé commandant de l'artillerie de la Garde impériale le 11 avril 1815. Le 18 juin 1815, lors de la bataille de Waterloo, il est tranché en deux par un boulet de canon. Il était à la tête de la batterie d'artillerie que venait de visiter l'Empereur.

Le général Griois lui rend hommage en ces termes : "(...) de la figure la plus belle et la plus intéressante, avait le caractère plus froid et plus réfléchi que Muiron. Plein de douceur et d'aménité, c'était l'ami le plus sûr et le plus dévoué (...) Regretté profondément par tous ses amis, il le fut aussi, comme bon militaire et parfait honnête homme, par tous ceux qui le connurent".

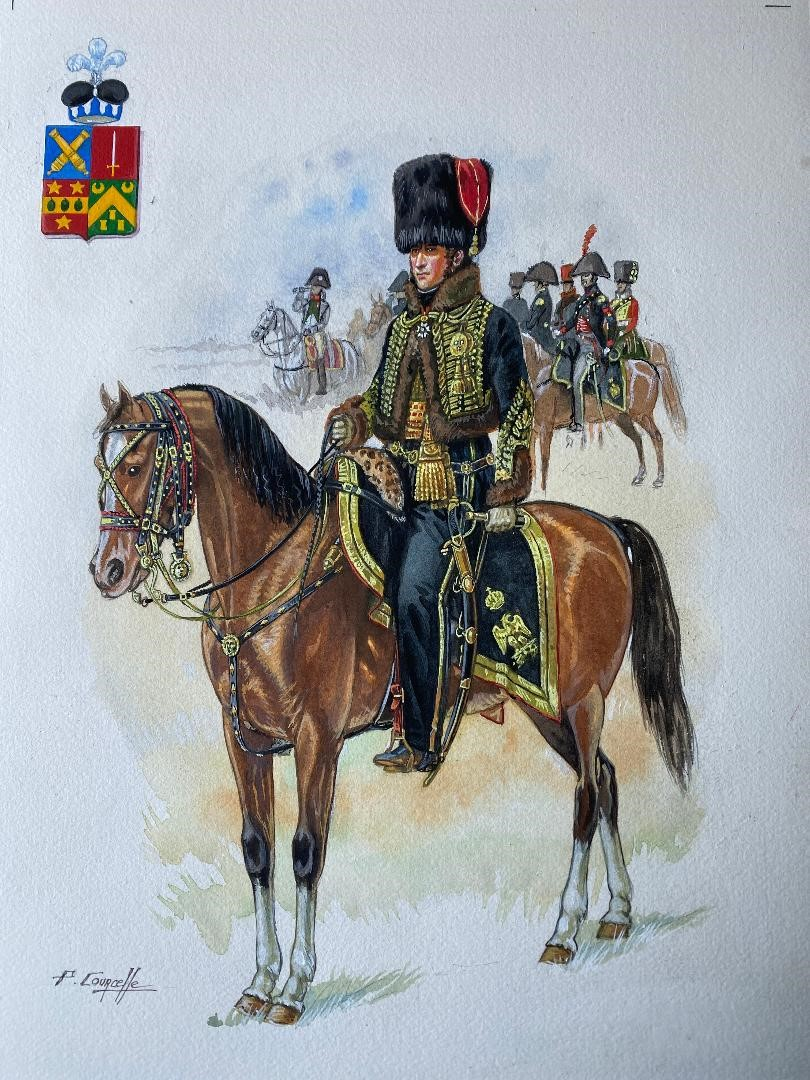
Général Desvaux de Saint Maurice à Waterloo (portrait de Patrice Courcelle)

## Hommages
Son nom est inscrit sur l'arc de triomphe de l'Étoile, pilier nord.
Son nom a été donné à une caserne d’artillerie à Stenay (Meuse).

## Décorations
- Commandeur de la Légion d'honneur
  - Légionnaire le 11 décembre 1803
  - Officier le 14 juin 1804
  - Commandeur le 16 mai 1812
- Chevalier de l'ordre royal et militaire de Saint-Louis

## Armoiries
| Figure | Blasonnement |
|        | Armes du baron Desvaux de Saint-Maurice et de l'Empire Ecartelé au premier d'azur à deux canons en sautoir d'or ; au deuxième des Barons tirés de l'armée ; au troisième de gueules à la fasce d'or chargée de trois glands de sinople et accompagné de trois étoiles d'or deux en chef une en pointe ; au quatrième de sinople au chevron d'or, accompagné en chef de deux croissants et en pointe de trois tours une et deux du même. Livrées :les couleurs de l'écu, le verd dans les bordures seulement. |

### Sources et bibliographie
- A. Lievyns, Jean Maurice Verdot, Pierre Bégat, Fastes de la Légion d'honneur : biographie de tous les décorés accompagnée de l'histoire législative et réglementaire de l'ordre, vol. 3, Bureau de l'administration, 1844 (lire en ligne) ;